# 小関千尋
小関 千尋（こせき ちひろ、2000年3月10日 - ）は、日本の俳優。埼玉県出身。身長163cm、血液型A型。ピンナップスアーティスト所属。

## 出演

### ドラマ
2021
- MBS「ガールガンレディ」9話

2022
- Abema「ANIMALS‐アニマルズ‐」第2話
- Amazon Prime Video「仮面ライダーBLACK SUN」

2024
- 日本テレビ系「となりのナースエイド」2話、4話
- Hulu「個室のナースエイド」1話
- Netflixシリーズ「極悪女王」

2025
- フジテレビ/配信（FOD）「私は整形美人」

### 舞台
2013
- 友情〜秋桜のバラード〜2013

2019
- 君と星空 2019

2021
- シチュエーションハートフルコメディVol.9「いつかまた逢える〜居酒屋「夢の郷」秋物語〜」 - 銭形小南 役

2023
- 劇団チャリT企画 ＃36「Wの非劇」 - 鮎川美登莉 役・鈴木和湖 役・鈴木摩子 役

### 映画
2021
- 地獄の花園

2024
- ブルーピリオド

### CM・広告
2015
- コーセー化粧品

2016
- キンカン